# Damon Hill
Damon Hill, teljes nevén Damon Graham Devereux Hill (London, 1960. szeptember 17. –) brit Formula–1-es versenyző, világbajnok. A kétszeres világbajnok Graham Hill fia, így Nico Rosberg mellett ő az egyetlen pilóta, akinek apja is világbajnok volt.
Karrierjét későn, 23 évesen kezdte motorversenyzéssel, és csak 1985-ben váltott az autóversenyzésre, előbb a Formula–Ford, majd a brit Formula–3-as sorozatban versenyzett. Itt három szezont töltött, ezalatt négy futamot sikerült megnyernie. Ezt követően ismét feljebb lépett, és 1988-tól 1991-ig a Formula–3000-ben szerepelt.
Formula–1-es karrierje 1992-ben kezdődött a Brabham csapatnál. Első versenye a brit nagydíj volt. Első győzelmét 1993-ban, a magyar nagydíjon aratta. 1994-ben megnyerte a brit nagydíjat (érdekesség, hogy rajtszáma a 0-s volt), ez apjának hosszú pályafutása alatt egyszer sem sikerült.
Az 1990-es évek közepén Hill volt az akkor kétszeres világbajnok, Michael Schumacher egyik legkeményebb ellenfele. Párharcukat sok vitás eset kísérte. 1996-ban nyolc futamgyőzelmet aratva sikerült megnyernie a világbajnokságot, csapattársát, a kanadai Jacques Villeneuve-öt megelőzve. 1997-ben vb-címvédőként az Arrowshoz szerződött, miután a Williams nem hosszabbította meg szerződését. Itt a magyar nagydíjon érte el legjobb eredményét, amikor második lett. Palik László kommentátor vele kapcsolatos megjegyzése internetes mémmé vált.
1998-ban a Jordanhez igazolt, és még egy évig itt versenyzett, majd visszavonult. Itt egy futamot nyert még 1998-ban, és hozzásegítette a csapatot a valaha volt legjobb konstruktőri eredményéhez, egy harmadik helyhez.
Szabadidejében zenész, korábbi csapatfőnökével, Eddie Jordannel egy rockbandát is alapítottak, amely a futamok kísérőprogramjaként koncertezett. Rövid ideig szakkommentátorként is tevékenykedett.

## Gyermekkora
Damon Hill 1960. szeptember 17-én, London Hampstead nevű városrészében született, a kétszeres világbajnok, Graham Hill fia. Apja két évvel Damon születése után szerezte első világbajnoki címét. Két testvére van, Samantha és Brigitte. Brigitte korábban színésznő volt, később egy amerikai autóversenyző, Derek Hill menedzsere lett.
Kamaszként Hill Hertfordshire-ben lakott, ahol családja egy 25 szobás palotát birtokolt; és egy nívós középiskolába járt. A család birtoka azonban 1975-ben elúszott, ugyanis apja pilótaként lezuhant magángépével, és Hilléknek nagy összegű kártérítést kellett fizetniük az elhunyt utasok (egy feltörekvő versenyző, Tony Brise, valamint négy szerelő) hozzátartozóinak. A család egy szerény külvárosi hajlékba költözött, és Hill kőművesinasként és futárként dolgozott, hogy eltartsa családját.

## Pályafutása

### A Formula–1 előtt
Hill 1983-ban motorversenyzéssel kezdte karrierjét. 1984-ben nyert is egy versenyt a Brands Hatch-i pályán. Ezután abbahagyta a motorversenyzést, és egy franciaországi versenyzőiskolában az autóversenyzés alapjait is elsajátította. Ebben az évben még nem indult versenyen, de 1985-ben már egész évre szóló szerződést kapott, a Formula–Ford sorozatban szereplő Van Diemen csapat versenyzője lett. Itt a szezon során összesen hét versenyen diadalmaskodott. A következő évtől kezdve a Formula–3-ban szerepelt. Ebben a szériában az itt töltött három év alatt három különböző csapatnál szerepelt. 1989-ben ismét feljebb lépett, ekkortól kezdve a Formula–3000-ben versenyzett, előbb a Mooncraft, majd a Middlebridge Racing színeiben. Hill itt nem tudott versenyeket nyerni, legjobb eredménye a három alkalommal megszerzett pole pozíció volt.
1989-ben Hill a Formula–3000-en kívül még elindult egy versenyen a BTCC-ben is a Donington Parkban, egy Ford Sierra volánjánál, valamint ugyanebben az évben a Le Mans-i 24 órás autóversenyen is részt vett.

### A Formula–1-ben

#### Brabham
Hill Formula–1-es karrierjét 1992-ben kezdte a korábban már egyéni és konstruktőri világbajnoki címet is szerzett, ám ekkor már anyagi nehézségekkel küzdő Brabham csapatnál. Az előző évben, miközben a Formula–3000-ben versenyzett, már a Williams tesztpilótája volt. Hill, bár a szezon elején került a Brabham csapatához, csak a harmadik versenyen mutatkozhatott be, miután az olasz hölgy versenyző, Giovanna Amati szponzorai nem tudtak fizetni a csapatnak. Ezután Amati nem is kapott újra szerződést a Formula–1-ben. Hill a szezon során kétszer, a magyar és a brit nagydíjon is kvalifikálta magát a versenyre, miközben ez csapattársának, Eric van de Poele-nek csak egyszer sikerült. Később, ezt az évet leszámítva, a Hungaroringen minden versenyen pontot szerzett.

#### Williams

##### 1993

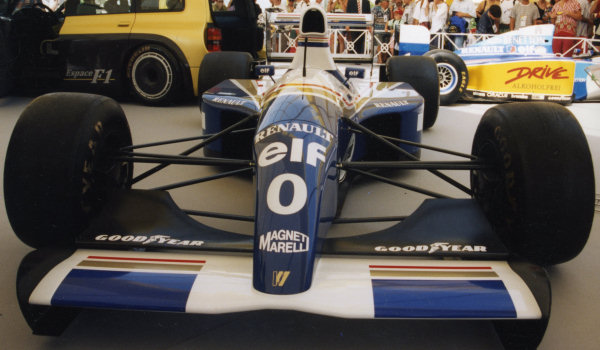
Hill 1994-es, 0-s rajtszámú autója

Amikor Nigel Mansell a CART-sorozatba távozott, az ekkor háromszoros világbajnok, a szezon végén a 4. címét is megszerző Alain Prost mellé több, nála tapasztaltabb pilóta (például Martin Brundle, Mika Häkkinen) közül Hillt szerződtették. Hill fizetése már ekkor elég magas, 500 000 dollár volt. Első teljes szezonjában nagyon sokat profitált Prost tapasztalataiból. A Brazil- és az Európa-nagydíjon jól versenyzett, mindkétszer felállhatott a dobogó 2. fokára, miközben csapattársa mindkét versenyen mögötte végzett (először kiesett, majd harmadik lett). A francia nagydíjon is pole pozícióból indulhatott, de a futamot végül a Williams által jobban támogatott Prost nyerte. Hill nem nyújtott túl megbízható teljesítményt a szezon ezen szakaszában, ugyanis négy alkalommal is kiállni kényszerült, ebből kétszer, Silverstone-ban és Hockenheimben az első helyről. Ezután viszont a brit pilóta egy hármas győzelmi szériát produkált, a magyar, a belga és az olasz versenyen sem talált legyőzőre. Hill nagyban hozzásegítette csapatát a konstruktőri győzelemhez, ám az egyéni verseny második helyéről végül Ayrton Senna leszorította őt, miután megnyerte az év utolsó két nagydíját. Hill csapattársa, Prost a szezon végén világbajnoki címet ünnepelhetett.
A Formula–1-ben az előző év világbajnoka hagyományosan az 1-es rajtszámot kapja. Ám mivel az 1992. évi világbajnok, Nigel Mansell 1993-ban már nem versenyzett a Formula–1-ben, az 1-es rajtszámot nem osztották ki. A Williams két pilótája a 0 és a 2 közül választhatott. Hill a 0-t választotta, így Jody Scheckter után a második olyan pilóta lett, aki ezzel a rajtszámmal versenyzett. Hill egyébként ezt később is megtartotta.

##### 1994
1994-ben a háromszoros világbajnok Ayrton Senna lett Hill csapattársa. Miután az előző évi világbajnok ismét nem versenyzett (Prost 1993 végén visszavonult), így Hill megtartotta a 0-s rajtszámot. A világbajnokság kezdete előtt Sennát tartották a vb-cím legfőbb várományosának, de miután betiltották az elektronikus segédeszközöket, a Benetton, főleg Michael Schumacher révén folyamatosan jobbnak bizonyult a Williamsnél.
Az San Marinói Nagydíj futamán Senna életét vesztette egy tragikus balesetben. Később, 2004-ben Hill úgy nyilatkozott a balesetről, hogy szerinte ez azért történt meg, mert Senna egyszerűen túl gyorsan vette be azt a kanyart, miután egy biztonsági autós periódus után még túl hidegek voltak a gumijai. A következő verseny Monacóban volt, ahol Hill csapattárs nélkül állt rajthoz.
A szezon ezután a spanyol nagydíjjal folytatódott, melyet Hill, mindössze egy hónappal Senna halála után meg is nyert, hasonlóképpen apjához, aki 26 évvel korábban hasonló módon nyert, miután csapattársa, Jim Clark életét vesztette. A szezon utolsó négy versenyére a csapatfőnök, Sir Frank Williams Coulthard helyére visszahozta a csapathoz az 1992. évi világbajnokot, Nigel Mansellt, versenyenkénti 900 000 eurós fizetésért, de az elsőszámú pilóta Hill maradt.
Senna halála után a világbajnoki cím két legfőbb várományosa Hill és Schumacher lett. Bár a német pilóta a szezon első felében jobban teljesített – egy alkalommal 37 pont is volt köztük a különbség –, Hill a brit nagydíj megnyerésétől kezdve fokozatosan felzárkózott Schumacher mögé. A németet ezen a versenyen kizárták, miután a felvezető körben előzött, és nem töltötte le a kiszabott büntetést. Schumachert a brit nagydíjat követően a belga nagydíjon ismét kizárták, de ekkor már súlyosabb büntetést kapott: a következő két versenyen nem vehetett részt. Mivel Hill mindhárom versenyt megnyerte, pillanatok alatt fölzárkózott Schumacher mögé. A szezon 14. és 15. versenyét felváltva nyerték meg, így az utolsó futamra maradt a döntés a világbajnoki címet illetően.
A szezonzáró ausztrál nagydíjon sokáig Schumacher vezetett, de amikor az első boxkiállás után visszatért a pályára, Schumacher kicsúszott, és a falat is eltalálta (nem tudni, hogy autója megsérült-e vagy nem). Az ötödik kanyarban Hill utolérte Schumachert, és lehúzódott a belső ívre, hogy megelőzhesse. Ám a hatodik kanyarhoz érve a két autó összeütközött, tönkretéve Hill futóművét, így mindketten kiestek. Ezzel megmaradt Schumacher 1 pontos előnye Hillel szemben, így ő lett a világbajnok.
1994 végén Hillt megválasztották a BBC Év Sportolójának.

##### 1995

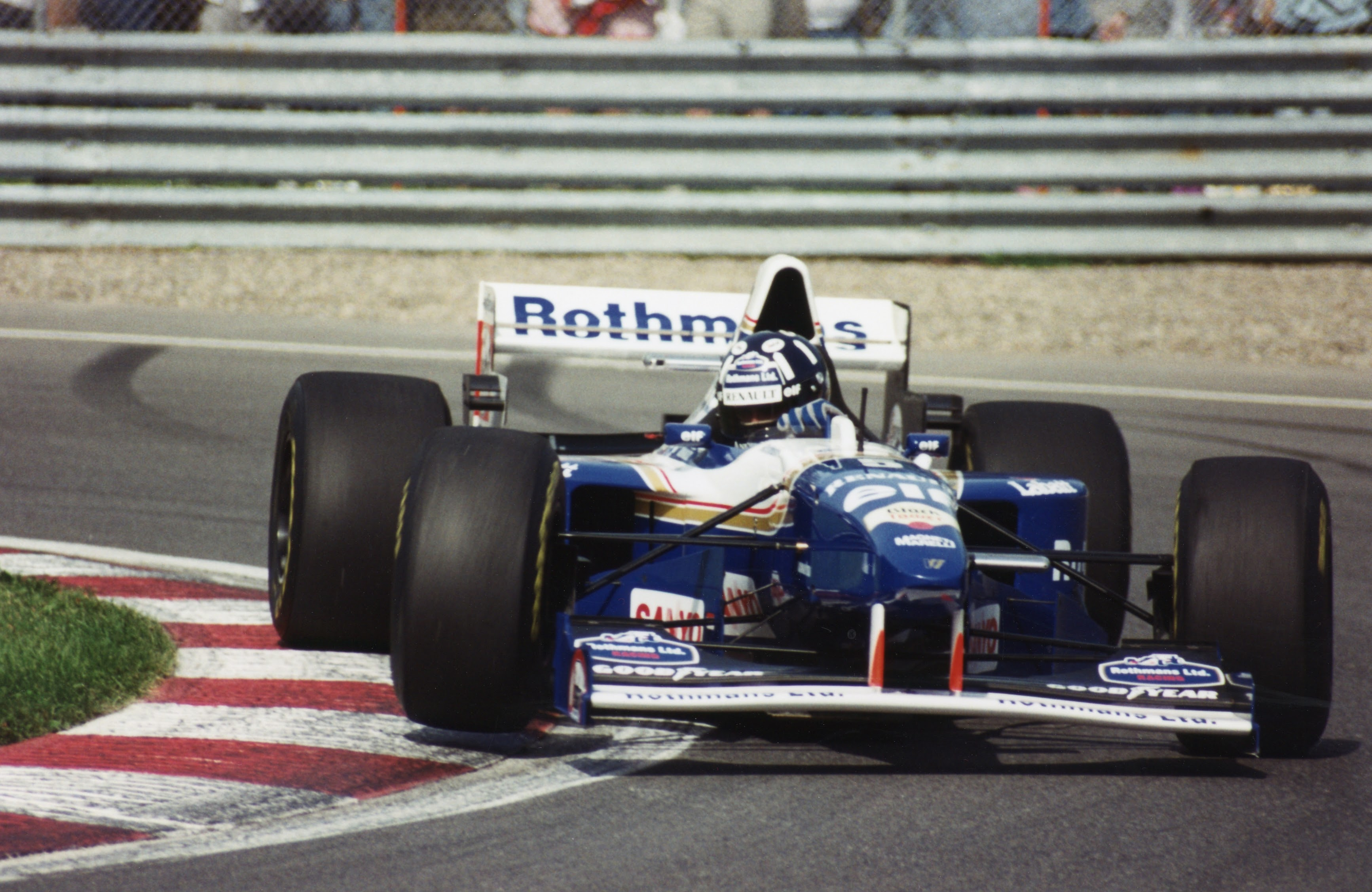
Hill az 1995-ös kanadai nagydíjon

Az 1995-ös szezon előtt Hillt tartották a bajnokság egyik fő esélyesének. Ebben az évben a Williams volt a regnáló konstruktőri világbajnok, miután legyőzték a Benettont. Hill csapattársa erre az évre David Coulthard lett, aki első teljes szezonját kezdte a Formula–1-ben, így egyértelmű volt, hogy ebben az évben Hill lesz az első számú versenyző az istállónál. A szezon rosszul indult Hill számára, ugyanis Brazíliában mechanikai probléma miatt kicsúszott és kiesett, ezután azonban kétszer is győzni tudott, így a győzelmek után már ő állt a pontverseny élén. Később viszont Schumacher és a Benetton folyamatosan jobbnak bizonyult a Williamseknél, és a szezon végén mindkét vb-címet ők nyerték. Ebben az évben Hill több látványos hibát is vétett, például a brit és az olasz nagydíjon, de az utolsó versenyen, Adelaide-ben az F1 egyik legsimább győzelmét aratta, két körrel megelőzve a második helyezett Panist.
A csalódást keltő szezon után a csapatfőnök, Frank Williams igyekezett egyre több lehetőséget biztosítani a Hillnél sokkal fiatalabb német Heinz-Harald Frentzennek. Ám mivel Hillnek még 1996-ra is szerződése volt a csapattal, egy évig még biztosan nem maradt csapat nélkül.

##### 1996
1996-ban a Williams az egyik leggyorsabb autó volt a mezőnyben, így Hill ismét a világbajnoki címért harcolhatott. Csapattársa ebben az évben az újonc, előző évi Champ Car-bajnok Jacques Villeneuve volt, aki a szezon során meglepően megnehezítette Hill dolgát. Monacóban, ahol apja általában jól szerepelt, ebben az évben kiesett. Ezt a versenyt egyébként Olivier Panis nyerte, első és egyetlen győzelmét aratva. Az utolsó futamon Villeneuve-nek még volt matematikai esélye a világbajnoki címre, és ezért minden tőle telhetőt meg is tett, megszerezte a pole pozíciót is. A versenyen azonban végül Hill diadalmaskodott, Villeneuve pedig kiesett, így a világbajnokságot 19 pontos előnnyel fejezte be. Annak ellenére, hogy a világbajnoki címet Hill szerezte meg, a következő évre már nem hosszabbítottak vele szerződést, helyére a német Heinz-Harald Frentzen került. Hill végül a második legsikeresebb Williams-pilóta lett 21 győzelmével. A Williamsnél csak Nigel Mansell volt nála eredményesebb.
Hill a szezon során nyolc győzelmet szerzett, és mindig sikerült viszonylag előre kvalifikálnia magát. Végül simán, 19 ponttal nyerte a világbajnokságot. A második helyen újonc csapattársa, Villeneuve végzett. Azzal, hogy Hill világbajnok lett, Nico Rosberg 2016-os világbajnoki címéig az egyetlen olyan pilóta volt, akinek apja is világbajnok volt. Az év végén Hill ismét megnyerte a BBC Év Sportolója díjat, ezzel a harmadik ember lett (az ökölvívó Henry Cooper és a korábbi Formula–1-es világbajnok Nigel Mansell után), akinek kétszer is sikerült ezt az elismerést begyűjtenie.

#### Arrows

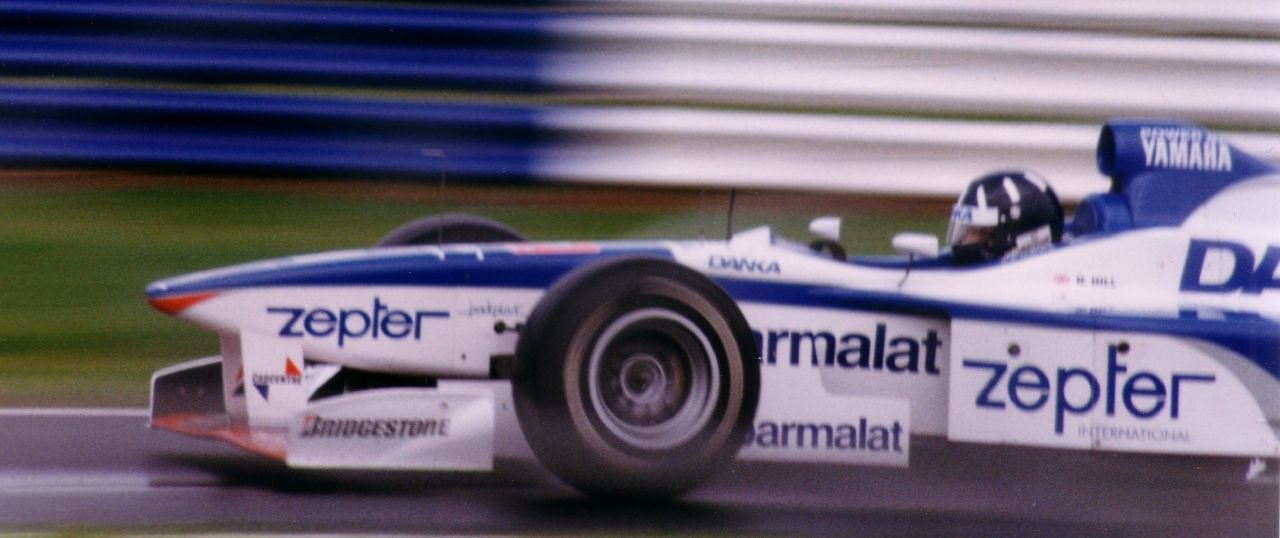
Damon Hill a brit nagydíjon megszerezte első pontjait az Arrowsnál

Miután a Williams nem hosszabbított szerződést Hillel, a szezon előtt csapat nélkül volt. Több helyről is kapott ajánlatot, többek között a Ferraritól és a McLarentől is. Ám Hill, mindenki meglepetésére a 20 év alatt egyetlen futamot sem nyerő, az előző évben is csak egyetlen pontot szerző Arrowshoz szerződött. Világbajnoki címének megvédése a gyenge autóval lehetetlen volt. A szezon nem is indult jól számára, ugyanis az ausztrál nagydíjon épphogy csak kvalifikálni tudta magát a versenyre, majd a futamon is korán kiállni kényszerült. Az Arrows, amely ebben az évben Bridgestone gumikat és Yamaha motorokat használt, ezt követően sem volt versenyképes, és Hill egészen a brit nagydíjig még pontot sem tudott szerezni. Az év legjobb futama az Arrows és Hill számára is a magyar nagydíj volt. Az időmérőn már azzal meglepetést keltett, hogy a harmadik helyen zárt, előtte ugyanis az időmérőkön a kilencedik helynél sosem tudott előrébb végezni. Az első pár kört leszámítva végig vezetett a versenyen, egészen addig, amíg az utolsó körben egy hidraulikai probléma miatt drasztikusan le nem lassult az autója. A második helyen autózó Villeneuve fél kör alatt utolérte, és félig a füvön autózva megelőzte Hillt, megnyerve ezzel a magyar nagydíjat, sorozatban másodszor. A magyar tévéközvetítésben Palik László kommentárja: „Hova tűnt Damon Hill, hova tűnt Damon Hill?” szállóigévé, internetes mémmé vált. Ez volt az Arrows első dobogós helyezése az 1995-ös ausztrál nagydíj óta.

#### Jordan

##### 1998

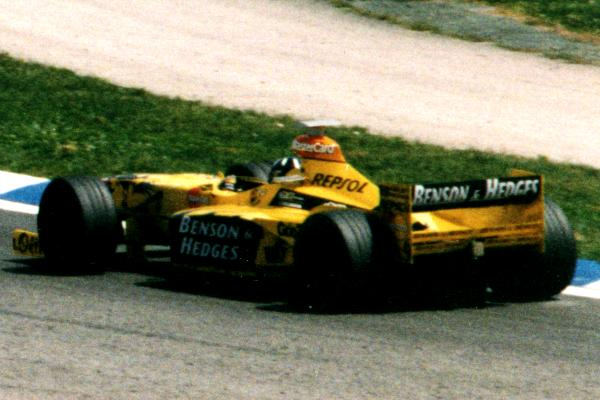
Hill az 1998-as spanyol nagydíjon

Annak ellenére, hogy Magyarországon a második helyen végzett, Hill mégsem maradt az Arrowsnál, hanem a Jordanhez szerződött. Csapattársa ebben az évben Ralf Schumacher, Michael Schumacher öccse lett. A szezon első fele ismét nem alakult jól számára, egyetlen pontot sem szerzett. Első jobban sikerült versenye a kanadai nagydíj volt, ahol bár kiesett, a verseny során vezetett is, és többször harcolt Michael Schumacherrel. Első pontjait ebben az évben a német nagydíjon szerezte meg, itt a negyedik helyen végzett. Belgiumban, ahol szakadó esőben rendezték a versenyt, és emiatt csak nyolcan értek célba, a brit pilóta megszerezte a Jordan történetének első győzelmét. Ezen a versenyen egyébként a második helyen Hill csapattársa, Ralf Schumacher végzett, így az első győzelem egyben az első kettős győzelem is lett az istálló számára. Ez volt Hill első győzelme azóta, hogy 1996 végén elszerződött a Williamstől, amely ebben az évben egyetlen futamot sem tudott nyerni sem Villeneuve, sem Frentzen révén. Év végén a Jordan, nagyrészt Hillnek köszönhetően, a konstruktőri versenyben a negyedik helyen végzett. Ez volt a csapat addigi legjobb eredménye.

##### 1999

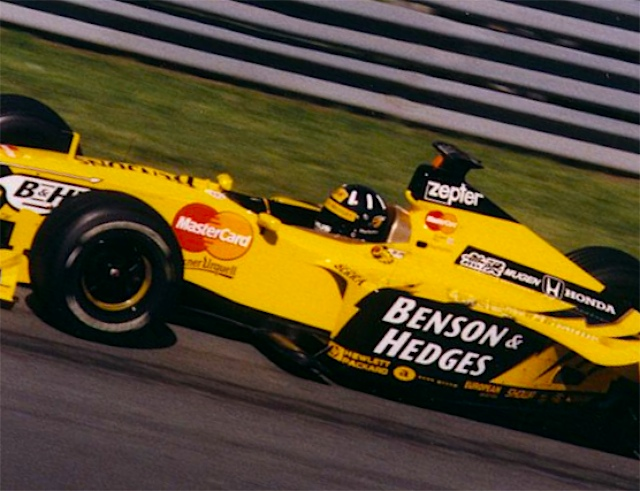
Az 1999-es kanadai nagydíjon

Az 1999-es szezonnak Hill és a csapat is nagy reményekkel vágott neki. Ez a csapat részéről sikerült is, Hill részéről már kevésbé, ez az év ugyanis már nem sikerült olyan jól számára, mint 1998. Csak nehezen tudott alkalmazkodni a szabálymódosításokhoz, például ahhoz, hogy slick helyett bordázott gumikat használtak az autókon, emellett csapattársa, Heinz-Harald Frentzen – korábban ő került Hill helyére a Williamshez – is a szezon nagy részében legyőzte őt. Visszavonulását a kanadai nagydíjon való kiesése után jelentette be. A búcsút eredetileg a szezon végére tervezte, de miután a francia nagydíj sem alakult jól számára (Frentzen nyerte a versenyt), úgy döntött, hogy rögtön visszavonul.
A csapatfőnök, Eddie Jordan azonban rábeszélte Hillt, maradjon a szezon végéig, hogy a csapatnak legyen ideje megtalálni az utódját. A szezon második felére a holland Jos Verstappent szerződtették tesztpilótának. Hillnek ebben az évben már nem sikerült versenyt nyernie és dobogóra sem állhatott. Frentzen viszont sokáig esélyes volt még a világbajnokság megnyerésére is, de végül a harmadik helyen végzett összetettben, csakúgy, mint a Jordan. Hill legjobb eredménye ebben az évben egy San Marinóban elért negyedik hely volt.
Három futammal a szezon vége előtt olyan pletykák kezdtek elterjedni, hogy az utolsó három versenyre Hill helyet cserél a Prostnál versenyző Jarno Trullival, ám végül a brit pilóta a Jordannél fejezte be az évet.

#### Harcok Michael Schumacherrel
- 1994, Spa-Francorchamps: A két pilóta összeért a Les Combes kanyarban. A verseny után Schumacher egy versenyes eltiltást kapott, de nem közvetlenül ezért az ütközésért.
- 1994, Szuzuka: Az esős japán verseny elején Schumacher magabiztosan vezetett, egészen addig, amíg Brundle balesete miatt le nem állították a versenyt. Miután újrarajtolt a futam, Hill sokáig keményen harcolt a nála esőben jobban vezető Schumacherrel, majd meg is előzte, ezzel az utolsó futamon dőlt el köztük a világbajnoki cím.
- 1994, Adelaide: Az év utolsó versenye előtt Schumacher 1 ponttal vezetett. Az első boxkiállás után Schumacher az 5. kanyarban hibázott, és elhagyta a pályát. Mire visszajött, Hill már utolérte, és a Flinders Street kanyarban megpróbálta megelőzni a német versenyzőt, de a belső íven kilökte. Ennek következtében megsérült Hill autójának bal első futóműve, de Schumacher autója is megsérült, ezért mindketten kiestek. Schumachernek így megmaradt az 1 pontos előnye Hillel szemben.[24][25]
- 1995, Silverstone: Hill hazai versenyén, 11 körrel a verseny vége előtt megpróbálta megelőzni Schumachert. A két pilóta ismét összeütközött, és mindketten kiestek. Hill egy egyszerű versenybalesetnek titulálta az esetet, míg Schumacher adelaide-i ütközésükhöz hasonlította a dolgot.[26]
- 1995, Spa-Francorchamps: Ezen a futamon Schumacher csak a 16. helyről indult, miután az időmérő edzésen ütközött, Hill pedig a 8-ikról. A 17. körben, az első boxkiállások után azonban már Schumacher vezetett, de Hill folyamatosan dolgozta le hátrányát. Amikor Hill megpróbálta volna megelőzni, „Schumi” folyamatosan feltartotta őt, egészen addig, amíg Hill hibára nem kényszerítette Schumachert, aki elhagyta a pályát.[27]
- 1995, Monza: A verseny 24. körében, miközben Schumacher Taki Inouét próbálta lekörözni, Hill nekiment Schumachernek, és ismét kiestek. Hill az incidens után egy versenyes eltiltást kapott. Hill szerint Inoue volt a hibás, amiért hirtelen irányt változtatott előtte.[28]

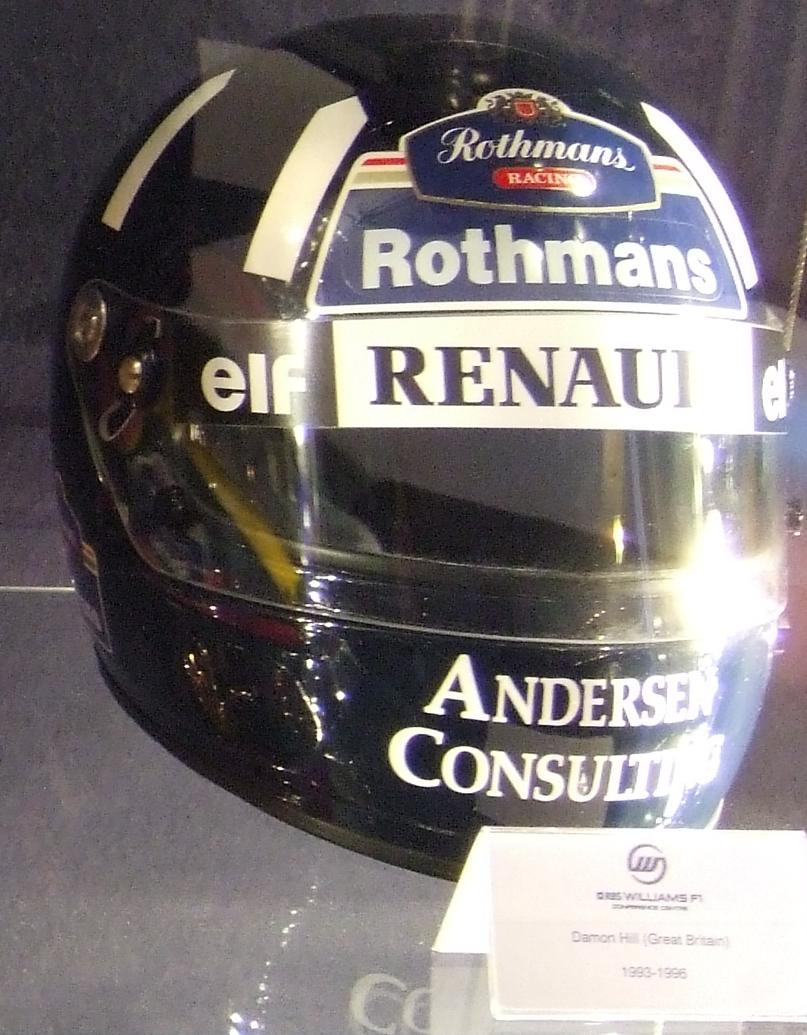
Hill sisakja

- 1995, Nürburgring: A 18. körben Hill megpróbálta megelőzni a németet, de Schumacher zárta az ívet, így Hill nekiment a Benetton hátuljának. Később, nem emiatt az ütközés miatt, Hill kiesett, míg Schumacher megnyerte a versenyt.[29][30]
- 1997, Hungaroring: A gyenge Arrows-zal harmadik helyről rajtoló Hill a rajtnál először feljött a második helyre, majd a 11. körben simán megelőzte a nála sokkal jobb autóval versenyző Schumachert, és az élre állt.[31]

#### Sisakja
Damon Hill ugyanolyan festésű sisakot viselt, mint apja, Graham Hill. Sisakjának alapszíne sötétkék volt, teteje körül pedig függőlegesen sok kis evező helyezkedett el. Az evezőkkel apja a Brit Evezős Klub-béli tagságára utalt (Graham Hill és felesége, Bette itt találkoztak először). Damon Hill ugyan nem volt tagja a klubnak, csak az apja iránti tiszteletből használta ezt a festést, a klub mégis hálás volt neki, hogy továbbvitte a hagyományt.

## A Formula–1 után
Visszavonulása után Hill egy zárt körű autókölcsönzőt alapított Michael Breennel Leatherhead, Surrey-ben (Prestige and Super Car Private Members Club P1 International). Bár az autókölcsönző alapításában közreműködött, ezután nem vállalt szerepet az üzletben, hanem egy Audi- és egy BMW-kereskedést nyitott.
Részt vett mind versenyautóval, mind motorkerékpárral a Goodwood Festival of Speeden, 2005-ben pedig tesztelt egy GP2-es autót, ami a több éves kihagyás után egész jól sikerült számára.
Szerepelt egy híres angol reklámban az egyik legismertebb kommentátorral, Murray Walkerrel, melyben a Pizza Hut egy termékét népszerűsítették. Ebben a reklámban, miközben Hill és Walker pizzát rendelnek, humoros formában elhangzanak Walker korábbi Hillel kapcsolatos mondatai, például: „Hill finishes second… again!”, valamint „He's lost it! He's out of control!” 
2005-ben szerepelt az egyik nagy sikerrel futó brit tv-sorozatban, a Top Gear-ben, ahol megfutotta az addigi legjobb időt, 1:46,3-et. Ezt az időt azóta többen megdöntötték, Nigel Mansell például 1:44,6-et, Jenson Button és Lewis Hamilton 1:44,7-et teljesített. A legjobb idő (1:44,4) a sorozat rejtélyes tesztpilótájáé, The Stig-é. A sorozat műsorvezetője tréfásan arról beszélt, hogy a Stig tulajdonképpen Hill, de ő tagadta ezt.
2006 áprilisában Hill a BRDC (British Racing Drivers' Club) elnöke lett, ahol elődje Jackie Stewart volt. A BRDC a tulajdonosa a silverstone-i pályának, így e pálya működtetéséért és fejlesztéséért is felelős. Első komolyabb médiaszereplése a BRDC elnökeként 2006 júniusában volt, amikor megvédte az addigi legjobb brit pilótának számító Jenson Buttont. Ebben a nyilatkozatában Hill elmondta, hogy szerinte nem a pilóta, hanem a Honda gyenge autója felelős Button visszafogott teljesítményéért.

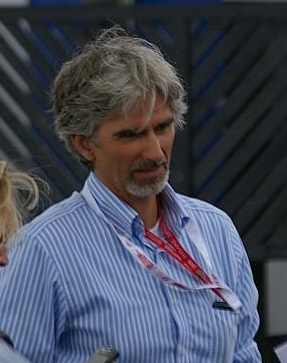
Hill 2008-ban

Hill 2006-ban kis időre visszatért az autóversenyzéshez, amikor Silverstone-ban a Grand Prix Masters keretében egy 600 lóerős autót tesztelt. Később egy interjúban azt mondta ezzel kapcsolatban, hogy élvezte a tesztet, és elképzelhetőnek tartotta, hogy versenyeken is rajthoz áll (később a sorozat megszűnt, így a teszten kívül nem vett részt a versenysorozatban).
Hill kétszer szerepelt szakkommentátorként az egyik brit tv-csatornán egy másik korábbi brit versenyzővel, Martin Brundle-lel. Ezenkívül több interjújában elmondta véleményét a Formula–1 aktuális történéseivel kapcsolatban.

### Zenei karrierje
Damon Hill a Sex, Hitler and the Hormones nevű punkegyüttes gitárosa, melyet régi barátaival alapított néhány éve. Több versenyhétvégén is felléptek már.
Korábban, még aktív versenyzőként, ugyancsak a versenyek keretében lépett fel egy korábbi együttesével, melynek többek között akkori csapatfőnöke, Eddie Jordan is tagja volt.
Legsikeresebb együttese a The Conrods volt, amely 2003-ig volt aktív. Ezt az együttest Hill visszavonulása után alapította, és többek között a Rolling Stones és a Beatles számait dolgozták fel. Ez a banda is Formula–1-es versenyeken, valamint TV-műsorokban és kisebb rendezvényeken szerepelt.

## Magánélete
Nős, felesége Susan George (1961. április 29. –), négy gyermek apja. Gyermekei: Oliver (1989. március 4.), Joshua (1991. január 9.), Tabitha (1995. július 19.) és Rosie (1998. február 1.). Idősebb fiuk, Oliver Down-szindrómával született, ezért Hill és felesége sokat jótékonykodik a betegséggel kapcsolatos kutatások segítése érdekében.

## Teljes Formula–3000-es eredménysorozata
(Táblázat értelmezése)

(Félkövér: pole-pozícióból indult; dőlt: leggyorsabb kört futott) 

| Év   | Csapat              | Kasztni      | Motor         | 1      | 2      | 3      | 4      | 5      | 6      | 7      | 8      | 9      | 10     | 11     | Helyezés | Pont |
| ---- | ------------------- | ------------ | ------------- | ------ | ------ | ------ | ------ | ------ | ------ | ------ | ------ | ------ | ------ | ------ | -------- | ---- |
| 1988 | GA Motorsports      | Lola T88/50  | Ford Cosworth | JER    | VAL    | PAU    | SIL    | MNZ    | PER    | BRH    | BIR    | BUG    | ZOL ki | DIJ 8  | –        | 0    |
| 1989 | Footwork            | Mooncraft/89 | Mugen Honda   | SIL    | VAL    | PAU    | JER    | PER ki | BRH ki | BIR NI | SPA 14 | BUG 16 | DIJ 15 |        | –        | 0    |
| 1990 | Middlebridge Racing | Lola T90/50  | Ford Cosworth | DON NK | SIL ki | PAU ki | JER 7  | MNZ 11 | PER ki | HOC ki | BRH 2  | BIR ki | BUG ki | NOG 10 | 13.      | 6    |
| 1991 | Jordan Racing       | Lola T91/50  | Ford Cosworth | VAL 4  | PAU ki | JER 8  | MUG ki | PER 11 | HOC ki | BRH 6  | SPA ki | BUG 4  | NOG 3  |        | 7.       | 11   |

## Teljes Formula–1-es eredménysorozata
(Táblázat értelmezése)

(Félkövér: pole-pozícióból indult; dőlt: leggyorsabb kört futott) 

| Év   | Csapat   | 1      | 2       | 3      | 4      | 5      | 6      | 7      | 8      | 9      | 10     | 11     | 12     | 13     | 14     | 15     | 16     | 17     | Helyezés | Pont |
| ---- | -------- | ------ | ------- | ------ | ------ | ------ | ------ | ------ | ------ | ------ | ------ | ------ | ------ | ------ | ------ | ------ | ------ | ------ | -------- | ---- |
| 1992 | Brabham  | RSA    | MEX     | BRA    | ESP NK | SMR NK | MON NK | CAN NK | FRA NK | GBR 16 | GER NK | HUN 11 | BEL    | ITA    | POR    | JAP    | AUS    |        | 30.      | 0    |
| 1993 | Williams | RSA Ki | BRA 2   | EUR 2  | SMR Ki | ESP Ki | MON 2  | CAN 3  | FRA 2  | GBR Ki | GER 15 | HUN 1  | BEL 1  | ITA 1  | POR 3  | JPN 4  | AUS 3  |        | 3.       | 69   |
| 1994 | Williams | BRA 2  | PAC Ki  | SMR 6  | MON Ki | ESP 1  | CAN 2  | FRA 2  | GBR 1  | GER 8  | HUN 2  | BEL 1  | ITA 1  | POR 1  | EUR 2  | JPN 1  | AUS Ki |        | 2.       | 91   |
| 1995 | Williams | BRA Ki | ARG 1   | SMR 1  | ESP 4  | MON 2  | CAN Ki | FRA 2  | GBR Ki | GER Ki | HUN 1  | BEL 2  | ITA Ki | POR 3  | EUR Ki | PAC 3  | JPN Ki | AUS 1  | 2.       | 69   |
| 1996 | Williams | AUS 1  | BRA 1   | ARG 1  | EUR 4  | SMR 1  | MON Ki | ESP Ki | CAN 1  | FRA 1  | GBR Ki | GER 1  | HUN 2  | BEL 5  | ITA Ki | POR 2  | JPN 1  |        | 1.       | 97   |
| 1997 | Arrows   | AUS Ni | BRA Ki  | ARG Ki | SMR Ki | MON Ki | ESP Ki | CAN 9  | FRA 12 | GBR 6  | GER 8  | HUN 2  | BEL 13 | ITA Ki | AUT 7  | LUX 8  | JPN 11 | EUR Ki | 12.      | 7    |
| 1998 | Jordan   | AUS 8  | BRA Kiz | ARG 8  | SMR 10 | ESP Ki | MON 8  | CAN Ki | FRA Ki | GBR Ki | AUT 7  | GER 4  | HUN 4  | BEL 1  | ITA 6  | LUX 9  | JPN 4  |        | 6.       | 20   |
| 1999 | Jordan   | AUS Ki | BRA Ki  | SMR 4  | MON Ki | ESP 7  | CAN Ki | FRA Ki | GBR 5  | AUT 8  | GER Ki | HUN 6  | BEL 6  | ITA 10 | EUR Ki | MAL Ki | JPN Ki |        | 12.      | 7    |

## Kapcsolódó irodalom
- Damon Hill: Damon Hill: Through the eyes of Damon Hill ISBN 0-316-85392-5
- David Tremayne: Damon Hill: World Champion ISBN 0-297-82262-4
- Alan Henry: Damon Hill: From Zero to Hero ISBN 1-85260-517-0
- Frankl András: Forma–1 sztorik '95, Hunga-Print Kiadó, Budapest, ISBN 963-8413-41-7